# یوتو ناگاساکا
یوتو ناگاساکا (انگلیسی: Yuto Nagasaka؛ زادهٔ ۲۲ مهٔ ۱۹۹۴) بازیکن فوتبال اهل ژاپن است.
از باشگاه‌هایی که در آن بازی کرده‌است می‌توان به باشگاه فوتبال کونسادول ساپورو اشاره کرد.